# Pleasant View (Kentucky)
Pleasant View es un lugar designado por el censo ubicado en el condado de Whitley en el estado estadounidense de Kentucky. En el Censo de 2010 tenía una población de 350 habitantes y una densidad poblacional de 164,6 personas por km².

## Geografía
Pleasant View se encuentra ubicado en las coordenadas 36°40′45″N 84°7′41″O / 36.67917, -84.12806. Según la Oficina del Censo de los Estados Unidos, Pleasant View tiene una superficie total de 2.13 km², de la cual 2.05 km² corresponden a tierra firme y (3.78%) 0.08 km² es agua.

## Demografía
Según el censo de 2010, había 350 personas residiendo en Pleasant View. La densidad de población era de 164,6 hab./km². De los 350 habitantes, Pleasant View estaba compuesto por el 99.71% blancos, el 0% eran afroamericanos, el 0% eran amerindios, el 0% eran asiáticos, el 0% eran isleños del Pacífico, el 0% eran de otras razas y el 0.29% pertenecían a dos o más razas. Del total de la población el 0% eran hispanos o latinos de cualquier raza.